# Zeca Pagodinho (álbum de 1998)
Zeca Pagodinho (também comercializado como Zeca Pagodinho Ao Mestre Heitor dos Prazeres), é o décimo primeiro álbum de estúdio do cantor e compositor brasileiro Zeca Pagodinho. Foi lançado em 1998 e dedicado a Heitor dos Prazeres por ocasião do centenário de seu nascimento. Contém os singles: "Vai Vadiar", "Chico Não Vai Na Corimba", "Seu Balancê" e "Minha Fé". O álbum foi certificado com disco de platina pela ABPD pela vendagem de 250.000 cópias.

## Faixas
| N.º            | Título                                                                                 | Compositor(es)                                       | Duração |  |
| 1.             | "Seu Balancê"                                                                          | Paulinho Rezende / Toninho Geraes                    | 3:44    |  |
| 2.             | "Vai Vadiar" (part. Velha Guarda da Portela)                                           | Monarco / Ratinho                                    | 4:07    |  |
| 3.             | "Minha Fé"                                                                             | Murilão                                              | 3:23    |  |
| 4.             | "Chico Não Vai Na Corimba"                                                             | Dudu Nobre / Zeca Pagodinho                          | 4:30    |  |
| 5.             | "Tristeza (A Tristeza Me Persegue) / Alegria Tu Terás" (part. Velha Guarda da Portela) | Heitor dos Prazeres / João da Gente; Antônio Caetano | 3:42    |  |
| 6.             | "Pra Você, Menina"                                                                     | Almir Guineto / Luverci Ernesto                      | 3:37    |  |
| 7.             | "Mary Lú"                                                                              | Barbeirinho do Jacarezinho / Luiz Grande             | 3:34    |  |
| 8.             | "Sem Essa de Malandro Agulha"                                                          | Aldir Blanc / Jayme Vignoli                          | 2:54    |  |
| 9.             | "Ainda É Tempo Pra Ser Feliz" (part. Beth Carvalho)                                    | Arlindo Cruz / Sombra / Sombrinha                    | 5:28    |  |
| 10.            | "Pra Afastar A Solidão"                                                                | Délcio Carvalho / Dona Ivone Lara                    | 4:27    |  |
| 11.            | "Despensa Vazia"                                                                       | Serginho Meriti / Luizinho                           | 3:56    |  |
| 12.            | "Sonho Infantil"                                                                       | Éfson / Odibar                                       | 3:33    |  |
| 13.            | "Papel Principal"                                                                      | Almir Guineto / Dedé Paraizo / Luverci Ernesto       | 3:43    |  |
| 14.            | "Sapopemba e Maxambomba"                                                               | Nei Lopes / Wilson Moreira                           | 4:07    |  |
| 15.            | "Coroa Avançada"                                                                       | Casquinha / Dolino                                   | 3:50    |  |
| Duração total: | Duração total:                                                                         | Duração total:                                       | 58:45   |  |

## Certificações
| Brasil (ABPD)                             | Platina | 1998 | 250.000* |
| *número de vendas baseado na certificação |         |      |          |